# Barde (groupe)
Pour les articles homonymes, voir Barde.
Barde était un groupe québécois de musique traditionnelle ayant existé entre 1973 et 1983.

## Membres
- Richard Chapman : mandoline, banjo, dulcimer, guitare, voix
- Toby Cinnsealach (Kinsella) : flûte irlandaise, flûte à bec, os, bodhràn. Il est décédé en Irlande en janvier 2009.
- Pierre Guérin : accordéon, guitare, concertina, flûte à bec, voix
- Chris MácRághallaigh (Crilly) : violon, piano, harpe, percussions, voix
- Ed Moore : bodhràn, os, flûte irlandaise, concertina, glockenspiel
- Elliot Selick : violon, banjo, guitare, flûte irlandaise (1975 - vers 1982)
- Jacques Joubert : violon (1983)
- Richard Paquette : claviers (1983)
- Jocelyn Therrien : basse (1983)

## Carrière
Barde a été formé à Montréal en 1973 par six musiciens d'origines variées : Cinnsealach et MácRághallaigh sont Irlandais, Chapman et Moore viennent des États-Unis tandis que Guérin et Selick sont Québécois. Leur musique aux racines celtiques et acadiennes, mélange de pièces instrumentales et de chansons, leur valut une grande popularité d'abord au Québec et dans les Maritimes, puis ailleurs au Canada, aux États-Unis et en Europe. La musique traditionnelle connaissait alors une vague de popularité des deux côtés de l'Atlantique. Les deux violons de MácRághallaigh et Selick étaient une marque de commerce de Barde, tout comme le fait qu'ils chantaient en français, anglais et irlandais.
Les six musiciens du groupe, avec l'addition de Joanna Crilly à la flûte, ont participé sous le nom de Na Baird au festival de musique traditionnelle appelé « Les Veillées d'automne », tenu à Montréal en novembre 1975. L'Office national du film du Canada en a tiré en 1976 un film documentaire intitulé « La Veillée des veillées », réalisé par Bernard Gosselin.

Le groupe signe un premier contrat avec la maison de disques indépendante Direction Records et son premier disque intitulé Barde parut en 1977. Le producteur était Quentin Meek et le producteur exécutif Michel Normandeau d'Harmonium. Le critique Pierre Beaulieu, de La Presse a publié une critique élogieuse de ce premier enregistrement : 

« Leur album est tout simplement magnifique, sûrement un des plus beaux sinon le plus beau jamais fait en musique traditionnelle. [...] Barde joue et chante de façon impeccable. Leur musique est envoûtante de la première à la dernière toune. »

Leur album suivant, Images, aussi produit par Meek, parait l'année suivante sur l'étiquette Polydor et, aux États-Unis, sur l'étiquette Flying Fish.
Barde fait de grandes tournées pan-canadienne et américaine entre 1977 et 1979, se produisant dans de nombreux festivals (Winnipeg, Philadelphie, Vancouver, Halifax etc.) et salles de concert (Théâtre Outremont, Convocation Hall de Toronto, Rebecca Cohn Auditorium de Halifax entre autres).
Par la suite, après le départ d'Elliot Selick, le groupe a continué avec seulement un violon (Mác Rághallaigh) jusqu'au départ de ce dernier au début de 1980, remplacé par Jacques Joubert. Barde change de direction musicale et introduit des instruments électriques : basse et synthétiseurs. Leur dernier album Voyages reflète ce changement. Le groupe se dissout peu après leur dernière participation au Winnipeg Folk Festival de 1983. Pierre Guérin devint d'ailleurs le directeur artistique de ce festival de 1991 à 2001. Il a aussi fait carrière à Radio-Canada, devenant directeur régional des services français pour l'Ouest du Canada en 2009. De son côté, Chris Crilly (orthographe anglicisée de MácRághallaigh) se tourne vers la musique de film. Toby Cinnsealach poursuit une carrière comme chansonnier et conteur, surtout dans le milieu de jeunes enfants, autant au Canada qu'en Irlande. Peu avant sa mort, en 2009, il a obtenu une maîtrise en conte de l'Université de Cardiff, Pays de Galles.

## Discographie
- 1977 : Barde

(Porte Parole/Direction/Polydor) 10006 (Jack McCann ; Julia Delaney ; L’île noire ; La queue de l’hirondelle ; Le violon accordé comme une viole ; Fanny Power ; La gigue de George Brabazon ; Les trois hommes noirs ; La suite du Cap Breton ; Banshee ; P Stands for Paddy.)
- 1978 : Images

(Porte Parole/Direction/Polydor/Flying Fish) 2424-188 (The Kid on the Mountain ; The Munster Cloak ; Le garçon marinier ; Shipwreck in the Sky ; Jenny’s Rambles ; À la claire fontaine ; The Sparrow’s Tale ; The Old Torn Petticoat ; The Cuckoo ; The Kerry Huntsman ; Le jardin de roses.)
- 1982 : Voyage

(Porte Parole) PTMP-1982; rééd. en 1983 (Tamanoir) WRC-12438 (The Snow and the Frost Are All Over ; Les pensées ; La boîte à lunch ; Prairie Lady ; La chanterelle d’or ; La dame du lac ; Sleepy Southern Town ; Zorba ; Ton regard ; Someone in your Soul.)
- 2012 : Réédition en téléchargement de Barde et Images. Cette réédition a été réalisée par les membres du groupe eux-mêmes[6].